# Institut Max-Planck de dynamique et d'auto organisation
L'Institut Max-Planck de dynamique et d'auto organisation (en allemand : Max-Planck-Institut für Dynamik und Selbstorganisation) à Göttingen, Allemagne, est un institut de recherche sur systèmes déséquilibrés complexes, en particulier en physique et en biologie.

## Histoire
L'histoire de sa fondation remonte à Ludwig Prandtl qui en 1911 a demandé la fondation d'un Institut Kaiser Wilhelm pour les recherches en aérodynamique et en dynamique des fluides. Un premier jalon est le Aeronautische Versuchsanstalt, devenu l'actuel Deutsches Zentrum für Luft- und Raumfahrt, qui est fondé en 1915 puis la Société Kaiser-Wilhelm fondée pour sa part en 1924. En 1948 il intègre la Société Max-Planck, société fondée dans cet institut. En 2003 il est rebaptisé Max-Planck-Institut für Dynamik und Selbstorganisation et il constitue l'un des 83 instituts que compte la Société Max-Planck.